# Soule
Soule (bask. Zuberoa, Xiberu lub Xüberoa; gask. Sola) – była francuska prowincja. Obecnie wchodzi w skład departamentu Pireneje Atlantyckie.
Stolicą prowincji jest Mauléon, który w roku 1841 połączył się z Licharre tworząc Mauléon-Licharre, miasto znane dzisiaj także pod nazwą Mauléon-Soule. Historycznie, Soule było najmniejszą prowincją Baskonii (Baskonia Północna).